# Пенькув
Пенькув (пол. Pieńków) — село в Польщі, у гміні Чоснув Новодворського повіту Мазовецького воєводства.
Населення — 445 осіб (2011).
У 1975-1998 роках село належало до Варшавського воєводства.

## Демографія
Демографічна структура станом на 31 березня 2011 року:
|          | Загалом | Допрацездатний вік | Працездатний вік | Постпрацездатний вік |
| -------- | ------- | ------------------ | ---------------- | -------------------- |
| Чоловіки | 197     | 54                 | 129              | 14                   |
| Жінки    | 248     | 58                 | 146              | 44                   |
| Разом    | 445     | 112                | 275              | 58                   |